# 里特爾法蘭克斯 (亞利桑那州)
里特爾法蘭克斯（英語：Little Franks）是位於美國亞利桑那州葛蘭姆縣的一個非建制地區。該地的面積和人口皆未知。

## 地理
里特爾法蘭克斯的座標為32°25′57″N 110°12′55″W / 32.43250°N 110.21528°W，而該地的平均海拔高度為1216米（即3989英尺）。